# Nguyên Lãng (Bắc Ngụy)
Nguyên Lãng (tiếng Trung: 元朗; bính âm: Yuán Lǎng) (513–532), tên tự Trọng Triết (仲哲), thường được biết đến với tước hiệu trước khi lên ngôi là An Định vương (安定王), vào một số thời điểm được gọi là Hậu Phế Đế (後廢帝), là hoàng đế thứ 14, cũng là áp chót, có thời gian trị vì ngắn ngủi của triều đại Bắc Ngụy trong lịch sử Trung Quốc. Nguyên Lãng được tướng Cao Hoan lập làm hoàng đế khi Cao đang nổi dậy chống lại gia tộc của tướng Nhĩ Chu Vinh vào năm 531, nhằm tạo vị thế hợp pháp trước Tiết Mẫn Đế, tức người được Nhĩ Chu Thế Long (爾朱世隆) lập làm hoàng đế. Năm 532, sau khi Cao Hoan chiến thắng gia tộc Nhĩ Chu, ông ta cho rằng Nguyên Lãng không phù hợp để làm hoàng đế do chỉ là thành viên một nhánh hoàng tộc xa với các hoàng đế gần nhất trước đó, và Cao Hoan đã đưa Nguyên Tu lên ngôi. Hiếu Vũ Đế phong cho Nguyên Lãng làm An Định vương, song sau đó đã hạ độc ông.

## Bối cảnh
Nguyên Lãng sinh năm 513, ông là con trai thứ ba của Chương Vũ vương Nguyên Dung (元融), một quan chủ chốt trong triều đình Bắc Ngụy và có quan hệ họ hàng xa với Tuyên Vũ Đế (người trị vì bấy giờ). Cao tổ phụ của Nguyên Lãng là Thái tử Thác Bạt Hoảng của Thái Vũ Đế. Mẫu thân của Nguyên Lãng là Trình thị (không rõ là chính thất hay thê thiếp.) Năm 526, trong khi đang giao chiến chống lại quân nổi loạn Cát Vinh (葛榮), Nguyên Dung đã chết trận, và anh trai Nguyên Cảnh Triết (元景哲) của Nguyên Lãng đã kế thừa tước hiệu Chương Vũ vương. Nguyên Lãng được thuật lại là người thông minh khi trẻ tuổi.
Năm 529, ở tuổi 16, Nguyên Lãng được làm quan quân phụng sự cho Lỗ quận vương Nguyên Túc (元肅), Nguyên Túc là thứ sử Tứ Châu (肆州, nay gần tương ứng với Hãn Châu, Sơn Tây). Đến mùa xuân năm 531, Nguyên Lãnh trở thành thái thú của quận Bột Hải (勃海, nay tương thuộc Thương Châu, Hà Bắc).
Vào thời điểm Nguyên Lãng trở thành thái thú của quận Bột Hải, triều đình Bắc Ngụy bị các thành viên gia tộc của Nhĩ Chu Vinh kiểm soát. Gia tộc này đã lật đổ và sát hại Hiếu Trang Đế (sau khi Hiếu Trang Đế giết chết Nhĩ Chu Vinh), họ lần lượt đưa Nguyên Diệp và Tiết Mẫn Đế lên ngai vàng. Vào mùa hè năm 531, tướng Cao Hoan vì cho rằng gia tộc Nhĩ Chu tham nhũng khiến dân chúng oán ghét, đã nổi loạn tại Tín Đô (信都, nay thuộc Hành Thủy, Hà Bắc). Cao Hoan ban đầu chỉ tuyên bố muốn lật đổ gia tộc Nhĩ Chu và vẫn công nhận Tiết Mẫn Đế, tuy nhiên, ngay sau đó Cao Hoan đã nghe theo lời khuyên của tướng Tôn Đằng (孫騰) rằng ông cần một hoàng đế nằm trong tầm kiểm soát. Vì thế, đến mùa đông năm 531, Cao hoan đã lập Nguyên Lãng (quận bột Hải lúc này đang nằm dưới tầm kiểm soát của Cao Hoan) làm hoàng đế, mặc dù Nguyên Lãng chỉ là một họ hàng xa với các hoàng đế gần nhất trước đó và bản thân Nguyên Lãng lúc đó vẫn chưa có tước vương.

## Trị vì
Có vẻ như Nguyên Lãng (lúc này đã 18 tuổi) đã không thực sự có bất kỳ ảnh hưởng nào đối với các chính sách của Cao Hoan khi giao chiến với quân Nhĩ Chu. Ban đầu, Nguyên Lãng vẫn ở tại Tín Đô, song sau khi Cao Hoan chiếm được Nghiệp Thành (鄴城, nay thuộc Hàm Đan, Hà Bắc) vào mùa xuân năm 532, Nguyên Lãng đã đến sống tại Nghiệp Thành.
Cao Hoan đã sớm đạt được ưu thế trong một trận chiến lớn chống lại các đội quân của Nhĩ Chu Triệu (爾朱兆), Nhĩ Chu Thiên Quang (爾朱天光), Nhĩ Chu Độ Luật (爾朱度律), và Nhĩ Chu Trọng Viễn (爾朱仲遠), và trong bối cảnh Cao Hoan giành được chiến thắng, tướng Hộc Tư Xuân (斛斯椿) đã nổi loạn tại kinh thành Lạc Dương và giết chết Nhĩ Chu Thế Long và Nhĩ Chu Ngạn Bá (爾朱彥伯), đem thủ cấp của hai người này cũng với Nhĩ Chu Thiên Quang và Nhĩ Chu Độ Luật đến chỗ Cao Hoan. Nhĩ Chu Triệu chạy về lãnh địa của mình, trong khi Nhĩ Chu Trọng Viễn chạy sang Lương.
Cao Hoan chiến thắng trước gia tộc Nhị Chu, ông ta cùng với Nguyên Lãng tiến đến Lạc Dương. Cao Hoan lúc này cho rằng dòng dõi hoàng tộc của Nguyên Lãng đã quá xa so với dòng chính nên không phải là một sự lựa chọn thích hợp để làm hoàng đế, Cao Hoan do vậy ban đầu đã xem xét đến việc vẫn công nhận Tiết Mẫn Đế là hoàng đế, song sau khi Ngụy Lan Căn (魏蘭根) thuyết phục ông rằng Tiết Mẫn Đế là người thông minh nên sẽ khó kiểm soát, Cao Hoan đã cho bắt giam Tiết Mẫn Đế và quyết định lập Bình Dương vương Nguyên Tu, một cháu nội của Hiếu Văn Đế làm hoàng đế. Cao Hoan sau đó buộc Nguyên Lãng nhường ngôi cho Nguyên Tu, tức Hiếu Vũ Đế.

## Qua đời
Hiếu Vũ Đế phong cho Nguyên Lãng làm An Định vương. Tuy nhiên, đến mùa đông năm 532, tức sáu tháng rưỡi sau khi lên ngôi, Hiếu Vũ Đế đã lệnh cho Nguyên Lãng phải tự sát. Nguyên Lãng không được chôn cất với vinh dự hoàng đế và cũng không rõ ông có được chôn cất với bất kỳ vinh dự nào hay không. Cuối cùng, con trai của Nguyên Lãng là Nguyên Hoàng Đầu được phép thừa kế tước hiệu An Định vương.